# Vedi Pol·lió
Vedi Pol·lió (en llatí Vedius Pollio) era un cavaller romà amic d'August.
Era de naixement fill de llibert i va acumular grans riqueses. És conegut per la seva crueltat, ja que quan un esclau el molestava amb qualsevol insignificança el donava a menjar a les seves llamprees, a les que va acostumar a menjar carn humana. Una vegada, August va sopar amb ell i un esclau va trencar un gotet de vidre i Pol·lió va ordenar immediatament tirar-lo als peixos. L'esclau va suplicar a August de salvar-lo i aquest va intercedir, però Pol·lió no el va voler perdonar. Llavors August va alliberar l'esclau de la seva condició i va fer trencar tots els gotets de vidre i tirar-los a les llamprees.
Va morir l'any 15 aC i va deixar gran part de la seva propietat a l'emperador. Aquest Pol·lió sembla el mateix contra qui August va escriure uns versos fescennins.